# ويكيبيديا - الدليل المفقود
ويكيبيديا: الدليل المفقود (بالإنجليزية: Wikipedia: The Missing Manual)‏ هو كتاب من تأليف جون بروتون (بالإنجليزية: John Broughton)‏ يشرح فيه عملية المشاركة في موسوعة ويكيبيديا. لكل من هو مهتم أن يصبح جزءاً من التجربة الفريدة، هذا الكتاب مقدمة مثالية "يتحدث الناقد روبرت سليد عن الكتاب.
كتاب "Wikipedia : The Missing Manual" هو جزء من سلسلة شركة O'Reilly Media المعنونة ب Missing Manual والتي أنشأها (بالإنجليزية: David Pogue)‏ كاتب عمود التكنولوجيا بجريدة النيويورك تايمز.

## وصلات خارجية
- صفحة الكتاب بموقع O'Reilly Media
- فهرس الكتاب
- مقدمة ناشر الكتاب
- صفحة الكتاب على موقع John Broughton